# Tatoli
Tatoli, ранее известное как Timor-Leste News Agency (порт. Agência Noticiosa de Timor-Leste, ANTIL) — государственное информационное агентство Восточного Тимора. Основано 27 июля 2016 года. Слово «tatoli» на языке тетум означает «поручать что-либо (например, сообщение) кому-либо для передачи другому»; «доставлять что-либо через посредника».
В 2012 году было объявлено, что португальское информационное агентство Lusa проведёт технико-экономическое обоснование создания восточнотиморской новостной службы. В 2013 году Lusa предложило программу создания такой организации через португало-тиморское сотрудничество. Создание информационного агентства было включено в правительственную программу Восточного Тимора в марте 2015 года и одобрено Советом министров 3 февраля 2016 года. 27 июля 2016 года СМИ начало работу как Timor-Leste News Agency (ANTIL).

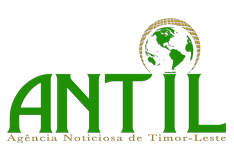
Логотип Timor-Leste News Agency (ANTIL) в 2016—2017 годах

Государственный секретарь по социальным коммуникациям Нелио Исаак Сарменто после открытия агентства заявил, что главная цель ANTIL — не конкурировать с другими представителями медиа, а дополнять информацию, основываясь на данных и фактах, и, следовательно, быть ориентиром для СМИ и профессионалов. После своего запуска агентство вступило в Альянс информационных агентств на португальском языке (порт. Aliança das Agências de Informação de Língua Portuguesa, ALP). В 2017 году стало государственным институтом и сменило своё название на Tatoli.
Tatoli распространяет новости в интернете:p. 24 на четырёх языках — английском, индонезийском, португальском, тетуме:p. 28, предоставляя через свой сайт текстовый контент, фотографии и видео. Интерфейс адаптирован для просмотра на мобильных устройствах. Имеет приложения для систем Android и iOS, а также профили в социальных сетях (в том числе Facebook и Twitter).